# Mari Iijima

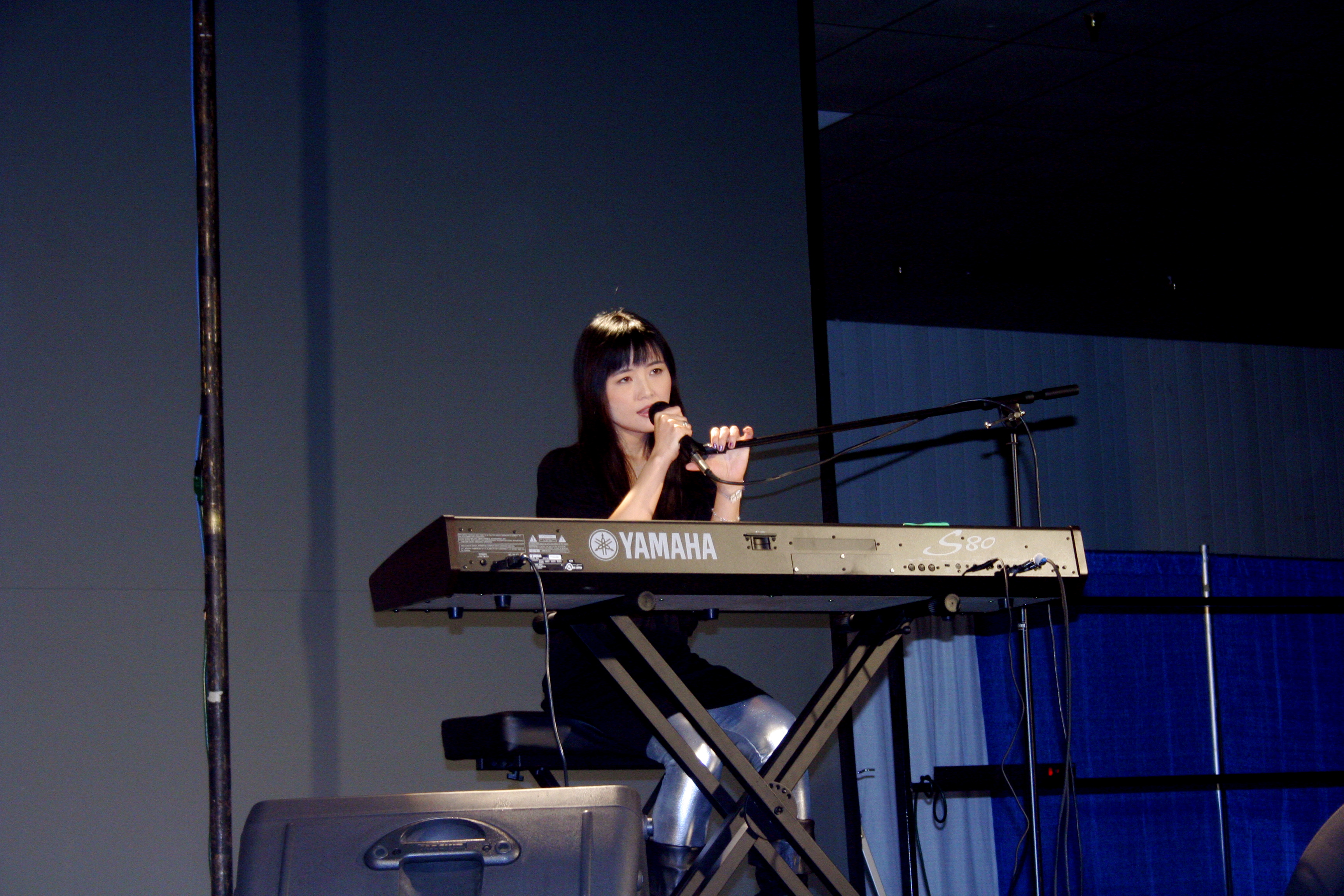
Mari Iijima

Pour les articles homonymes, voir Iijima (homonymie).
Mari Iijima (飯島 真理, Iijima Mari, née le 18 mai 1963 à Tsuchiura dans la préfecture d'Ibaraki au Japon) est une chanteuse et actrice, ex- idole japonaise qui débute en 1982 en tant que seiyū (doubleuse) du personnage de la chanteuse-idole Linn Minmei (ou Lynn Minmay) dans la série anime The Super Dimension Fortress Macross (alias Robotech - Macross), rôle à chansons qui la rend célèbre en Occident. Elle s'installe d'ailleurs à Los Angeles aux États-Unis en 1989. Elle a sorti une vingtaine d'albums, dont le premier en 1983 est produit par Ryuichi Sakamoto.

## Discographie

### Albums spéciaux
Album Live
Album instrumental
Albums Macross
Albums Digitals